# Thủy Vĩ

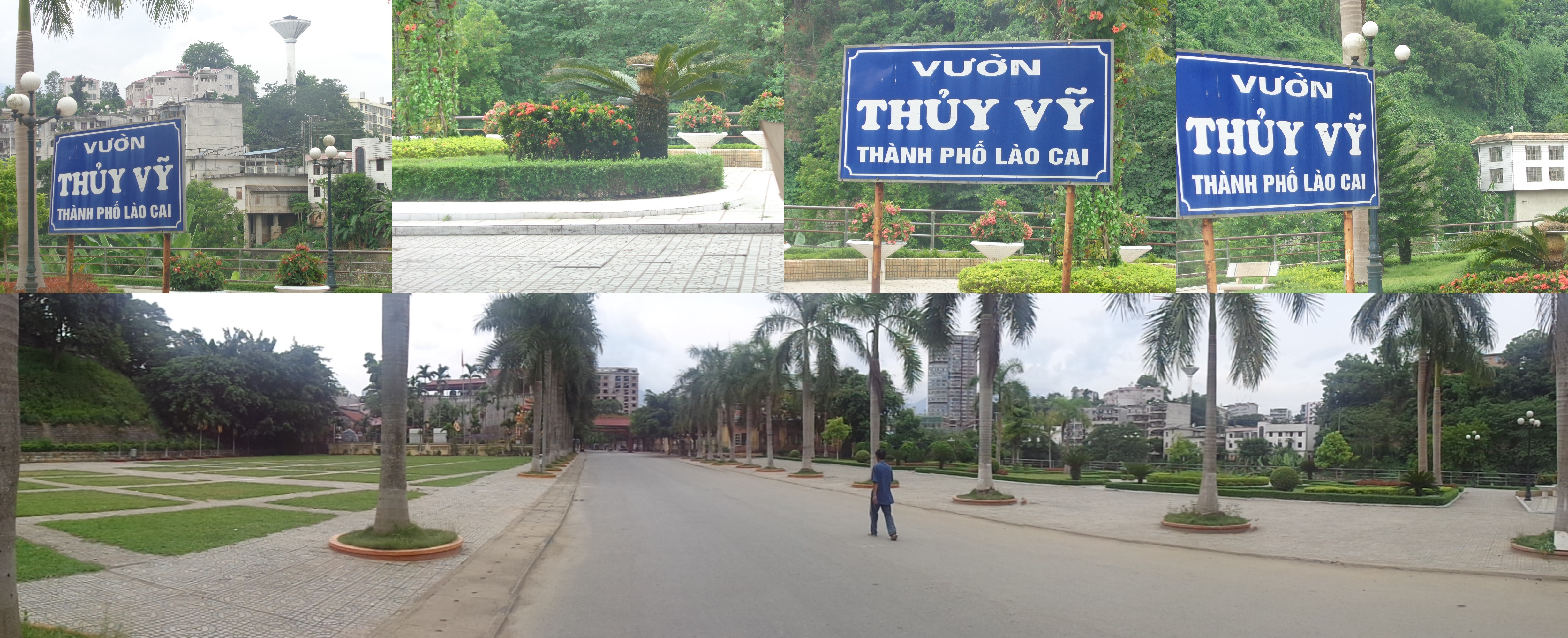
Vườn hoa Thủy Vĩ thành phố Lào Cai, mang tên gọi của huyện (châu) Thủy Vĩ phủ Quy Hóa trấn Hưng Hóa Đại Việt- Việt Nam xưa, nằm dọc bờ trái dòng sông Nậm Thy biên giới Việt Nam-Trung Quốc.

Châu Thủy Vĩ (水尾) phủ Quy Hóa trấn Hưng Hóa trong bản đồ Đại Việt quốc tổng lãm đồ (大越國總覽圖) thời nhà Lê-Trịnh.

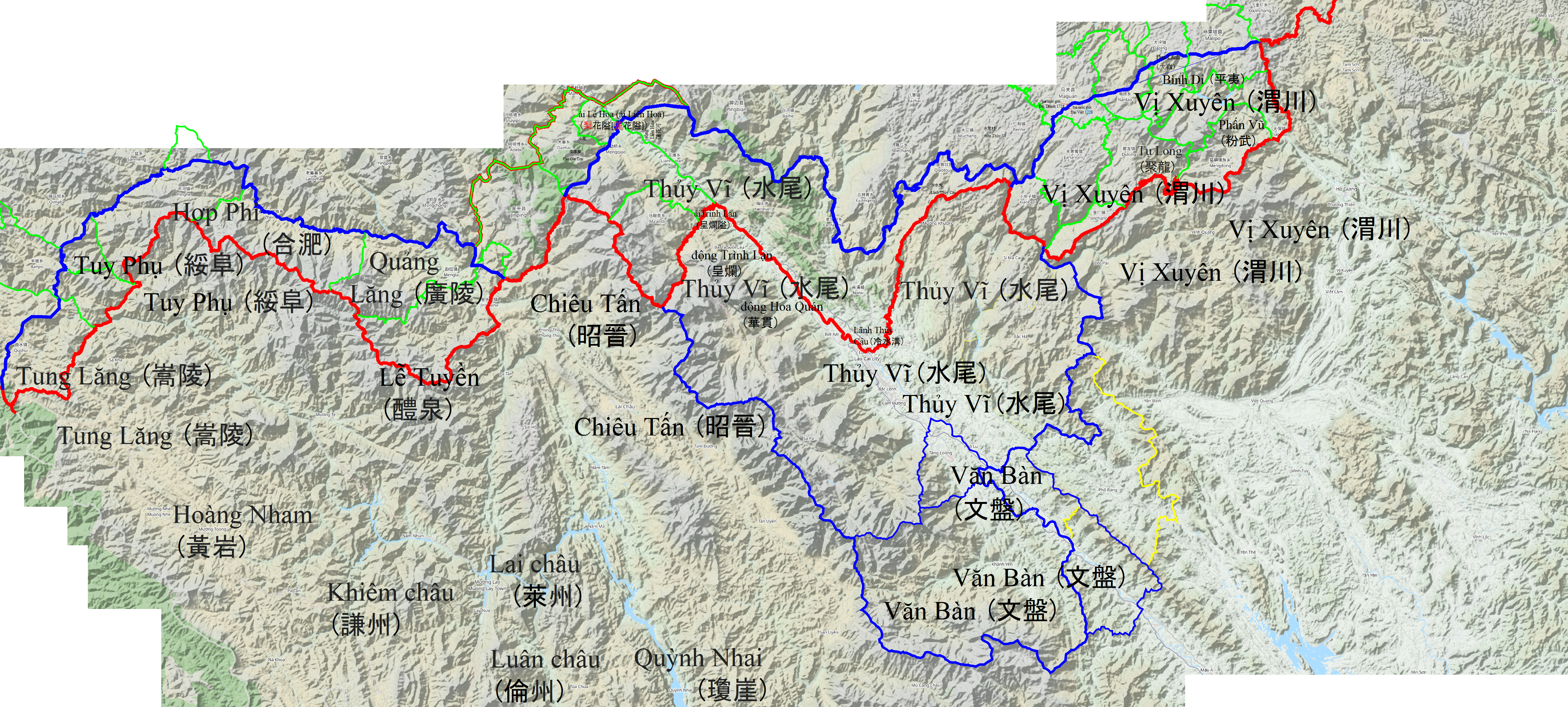
Bản đồ châu Thủy Vĩ phủ Quy Hóa trấn Hưng Hóa nước Đại Việt thời Hậu Lê.

Thủy Vĩ hay Thủy Vỹ (chữ Hánː 水尾) là một địa danh cổ của Việt Nam, với tư cách là một huyện hay một châu thuộc phủ Quy Hóa trấn (tỉnh) Hưng Hóa của vương quốc Đại Việt thời nhà Trần cho đến nước Đại Nam thời nhà Nguyễn. Thủy Vĩ là địa đầu của nước Việt Nam xưa, nơi của ngõ trấn ải con đường từ Vân Nam Trung Quốc vào Đại Việt dọc theo sông Hồng.

## Cương vực
Cương vực Thủy Vĩ bao gồm phần lớn đất đai của tỉnh Lào Cai (tức phần phía bắc tỉnh Lào Cai, ngoại trừ địa bàn hai huyện Văn Bàn và Bảo Yên phía nam tỉnh Lào Cai), cùng với vùng đất thuộc Trung Quốc ngày nay là toàn bộ huyện Hà Khẩu châu Hồng Hà (hương Liên Hoa Than, hương Dao Sơn, hương Lão Phạm Trại, trấn Hà Khẩu, trấn Nam Khê, hương Kiều Đầu) và có thể thêm các hương trấn Mã Yên Để, Mãnh Kiều và Đại Trại của huyện Kim Bình châu Hồng Hà tỉnh Vân Nam, các hương trấn Mộc Xưởng, Cổ Lâm Thanh, Miệt Xưởng, Bát Trại của huyện Mã Quan châu Văn Sơn.  Cuối thế kỷ 17, ở Trung Quốc nhà Thanh thay thế nhà Minh thu phục Vân Nam, ở Việt Nam bất ổn nội bộ giữa nhà Lê trung hưng với các chúa Bầu cuối cùng cát cứ xứ Tuyên Quang và phủ Quy Hóa xứ Hưng Hóa, dẫn tới việc phần địa bàn phía bắc châu Thủy Vĩ, các vùng ngày nay thuộc Trung Quốc nói trên, đã thuộc vào chủ quyền của nhà Thanh, Việt Nam bị mất chúng mãi từ đó. Đến thời Pháp thuộc, châu Thủy Vĩ vẫn tồn tại thuộc tỉnh Lào Kai, nhưng cương vực thay đổi, dịch chuyển lấn sang phía tây dãy Hoàng Liên Sơn gồm cả phần đất nay thuộc tỉnh Lai Châu.

Vân Nam bị trưng chí của Vương Tung viết về ải Lê Hoa (Lê Hoa cựu thị 黎花舊市): " 已而臨安亦以地鄰安南, 每被盜, 黔國公沐晟奏請駐民兵于黎花舊市立營柵, 使與臨安官軍相兼守。已復陞黎花舊市柵為臨安衞中右千戶所, 頒印給冠帶如例。". Dịch nghĩaː "... Ngoài ra, Lâm An cũng tiếp giáp với An Nam. Mỗi khi có biến, Kiềm quốc công Mộc Thạnh, yêu cầu dân binh đóng ở thành cũ của Lê Hoa lập đồn canh phòng, hỗ trợ cho quan quân ở Lâm An. Thành cũ Lê Hoa đã được đổi làm Lâm An vệ trung hữu Thiên hộ sở. Lính canh ở đây được ban ấn cấp mũ áo theo thông lệ."

Thời thuộc Minh (1407-142̈8) và thời nhà Lê sơ, địa đầu của Thủy Vĩ là ải Lê Hoa (梨花隘), sau được gọi là ải Liên Hoa (蓮花隘), nay thuộc địa phận hương Liên Hoa Than (Ghềnh Liên Hoa, ghềnh hoa sen) huyện Hà Khẩu châu Hồng Hà tỉnh Vân Nam Trung Quốc, là cửa ải biên giới giữa Đại Việt (Việt Nam) và Đại Minh (Trung Quốc). Thời thuộc Minh, nhà Minh đổi vùng đất cửa ải Lê Hoa thành Lâm An vệ trung hữu Thiên hộ sở để phòng bị và bình định An Nam. Trong chiến tranh Minh–Việt (1407–1414) và khởi nghĩa Lam Sơn, nhiều lần cánh quân Minh do Mộc Thạnh chỉ huy từ Vân Nam thường tiến vào Việt Nam qua cửa ải này. Đại Việt địa dư toàn biên của Nguyễn Văn Siêu trích dẫn Minh sử và chép về ải Dã Bồ trong lần Mộc Thạnh sang đánh Đại Ngu năm 1406 rằng: "野蒲隘在府西北,沐晟討安南自雲南蒙自縣經野蒲斬木通道攻奪猛烈柵華關隘,賊徒悉奔,晟進築壘於桃江(洮江)北岸造舟渡白鶴是也。" (Dã Bồ ải tại phủ tây bắc, Mộc Thạnh thảo An Nam tự Vân Nam Mông Tự huyện kinh Dã Bồ trảm mộc thông đạo công đoạt Mãnh Liệt sách Hoa Quan ải, tặc đồ tất bôn, Thạnh tiến trúc lũy ư Đào giang (桃江) [Thao giang (洮江)] bắc ngạn tạo chu độ bạch hạc thị dã。) "Cửa ải Dã Bồ. Cửa ải này ở tây bắc phủ Giao Châu, Mộc Thạnh đi đánh An Nam từ huyện Mông Tự, tỉnh Vân Nam qua Dã Bồ, đẵn cây mở đường đánh cướp trại Mãnh Liệt, cửa ải Hoa Quan, lũ giặc (An Nam) chạy cả. Thạnh tiến quân đắp lũy ở bờ bắc sông Đào (sông Thao), đóng thuyền sang sông Bạch Hạc, là đi qua cửa ải Dã Bồ này."
Minh sử cảo thì chép: "西平侯征安南,取道於此蓮花灘之外即交荒外。" (Tây Bình hầu (西平侯) chinh An Nam (安南) thủ đạo ư thử Liên Hoa than (蓮花灘) chi ngoại, tức Giao hoang ngoại。), "Mộc Thạch chinh phục nước An Nam (Đại Ngu), đi qua con đường bên kia Liên Hoa Than, tức vùng biên ngoại hoang vu của Giao Chỉ". Tháng 3 năm 1427, Chinh Nam tướng quân thái phó Kiềm quốc công Mộc Thạnh cùng tham tướng Hưng An bá Từ Hanh và Tân Ninh bá Đàm Trung làm tả hữu phó tướng quân, theo đường Vân Nam, tiến đánh cửa ải Lê Hoa. Quân của Mộc Thạnh cầm cự với quân do các tướng Phạm Văn Xảo và Trịnh Khả chỉ huy nhưng tới tháng 9 cùng năm nghe tin Liễu Thăng tử trận, phải rút quân. Trịnh Khả nhân đà đang sắc bén, tung quân ra đánh phá; chém hơn vạn thủ cấp, bắt được hơn 1.000 quân và hơn 1.000 ngựa. Mộc Thạnh chỉ kịp một người một ngựa chạy thoát. Lam Sơn thực lục chép rằngː "Còn bọn Kiềm-quốc-công là Mộc-Thạnh, Bảo-định-bá là Lương Minh, từ Vân-nam sang năm vạn quân, đóng đồn ở chợ Lê-hoa (棃花市), cầm cự với bọn Lê Khả, Lê Trung, Lê Đại. Nhà-vua liệu chừng Mộc Thạnh tuổi già, trải việc đã nhiều, lại vốn nghe tiếng quân ta, tất ngồi nhìn sự thắng bại của quân Liễu Thăng, không dám tiến liều! Liền viết thư kín bảo bọn Sát, Khả, Đại, chỉ nên đặt quân phục để chờ, hãy chớ đánh nhau với giặc." Đại Việt sử ký toàn thư chépː "Đinh Mùi, (1427), (Minh Tuyên Đức năm thứ 2)... Mùa hạ, tháng 4, sai phòng ngự sứ Trần Ban đôn đốc tu sửa cửa Lê Hoa (棃花関)... Tháng 9, Ngày 18, nhà Minh sai Tổng binh Chinh lỗ tướng quân Thái tử thái phó An Viễn hầu Liễu Thăng, Tham tướng Bảo Định bá Lương Minh, Đô đốc Thôi Tụ, Binh bộ thượng thư Lý Khánh, Công bộ thượng thư Hoàng Phúc, thổ quan Hữu bố chính sứ Nguyễn Đức Huân đem hơn 10 vạn quân và 2 vạn ngựa đánh vào cửa Pha Lũy. Chinh Nam tướng quân thái phó Kiềm quốc công Mộc Thạnh, Tham tướng Hưng An bá Từ Hanh, Tân Ninh bá Đàm Trung đem 5 vạn quân và 1 vạn ngựa đánh vào cửa Lê Hoa (棃花關). Cả hai đều đã tới đầu địa giới nước ta... Mùa đông, tháng 10,... Bấy giờ Tổng binh Vân Nam là Kiềm quốc công Mộc Thạnh cùng với bọn Phạm Văn Xảo, Lê Khả, Lê Trung, Lê Khuyển cầm cự nhau ở Lê Hoa (棃花關). Vua liệu tính rằng Mộc Thạnh tuổi đã già, từng trải việc đời đã nhiều, lại biết tiếng vua từ trước, nhất định còn đợi xem Liễu Thăng thành bại ra sao chứ không nhẹ dạ tiến quân, bèn gởi thư mật, bảo bọn Khả, Khuyển cứ đặt mai phục chờ đợi, chớ giao chiến vội. Đến khi quân Liễu Thăng đã bị thua, vua sai lấy 1 tên chỉ huy và 3 tên thiên hộ của giặc mà ta bắt được, cùng những sắc thư, phù ấn của Liễu Thăng đưa đến chỗ quân Mộc Thạnh. Bọn Thạnh trông thấy rất hoảng sợ, trong phút chốc quân hắn tan vỡ tháo chạy. Bọn Văn Xảo và Khả thừa thắng tung quân ra đánh, phá tan quân giặc ở Lãnh Thủy Câu (冷水溝) và Đan Xá (丹舍), chém hơn 1 vạn thủ cấp, bắt sống hơn 1 nghìn tên và hơn 1 nghìn con ngựa, còn bị chết đuối ở khu vực thì nhiều không kể xiết. Mộc Thạnh thì chỉ còn một mình một ngựa tháo chạy. Ta thu được chiến khí, của cải, xe cộ nhiều hơn hẳn thành Xương Giang." Như vậy, Đại Việt sử ký toàn thư khẳng định ải Lê Hoa nguyên là thuộc đất Đại Việt và là địa đầu của lãnh thổ Đại Việt.   
An Nam truyện trong Minh sử chép: 沐晟軍至水尾, 造船將進, 聞通已議和, 亦引退, 賊乘之, 大敗 (Mộc Thạnh quân chí Thủy Vĩ, tạo thuyền tương tiến, văn Thông dĩ nghị hòa, diệc dẫn thoái, tặc thừa chi, đại bại) nghĩa là "Mộc Thạnh kéo quân đến Thủy Vĩ, làm thuyền bè, sửa soạn để chực tiến quân. Được tin Thông đã nghị hòa, Thạnh cũng rút lui. Địch thừa thắng đổ ra đánh. Thạnh thua to.'". Theo Minh thực lục, ngày 14 tháng 11 năm 1427, Mộc Thạnh cùng thuộc hạ chạy tới Cao Trại, Thủy Vĩ thì bị quân Lam Sơn phục kích cả trên sông lẫn trên bờ, phải vất vả làm lại thuyền mới đi tiếp được. Hiện nay, tại hương Đại Trại huyện Kim Bình châu Hồng Hà, (tiếp giáp hương Liên Hoa Than), có tồn tại các địa danh là Cao Gia trại (Gaojiazhai 高家寨) và Thủy Vĩ (Shuiwei 水尾). Trên bản đồ Bắc Kỳ và Thượng Lào năm 1902 (Tonkin et Haut Laos 1902), địa danh Cao Trại hay Cao Gia Trại được ghi phiên âm là "Kao Teou Kai", ngay phía dưới (phía Nam) của Man Hao (Mạn Hao trấn, 蔓耗镇). Tận cùng về phía đông bắc huyện Hà Khẩu ngày nay, là hương Kiều Đầu (桥头乡), phía bắc tiếp giáp với trấn Mộc Xưởng (木厂) của huyện Mã Quan. Trấn Mộc Xưởng lại có thôn mang tên Thủy Vĩ (水尾村). Địa danh Lãnh Thủy Câu (suối nước lạnh, 冷水沟) đầu nguồn con suối chảy vào sông Hồng, thuộc Mạn Chương xã khu của trấn Hà Khẩu, nằm đối diện phía bắc đền Thượng Lào Cai (châu Thủy Vĩ xưa (水尾)), có thể là nơi diễn ra trận Lãnh Câu (冷溝) kết thúc thắng lợi khởi nghĩa Lam Sơn, được Nguyễn Trãi viết trong Bình Ngô đại cáoː (冷溝之血杵漂，江水為之嗚咽；丹舍之屍山積，野草為之殷紅。) "Suối Lãnh Câu, máu chảy thành sông, nước sông nghẹn ngào tiếng khóc. Thành Đan Xá, thây chất thành núi, cỏ nội đầm đìa máu đen." Địa danh Đan Xá, có thể ngày nay được biến đổi thành tên gọi Cam Long Tỉnh (甘龙井) hay Can Long Tỉnh (干龙井), là tên gọi của thôn Ganlongjing của hương Liên Hoa Than huyện Hà Khẩu châu Hồng Hà tỉnh Vân Nam Trung Quốc.
Đại Việt địa dư toàn biên chép: "Vũ Văn Uyên (武文淵) cuối năm Quang Thiệu (1522), ứng mộ đánh giặc [nhà Mạc], có nhiều chiến công. Vua Chiêu Tông phong cho làm Tuyên Quang đô thống sứ Ty Đô thống sứ (tước Khánh Dương hầu), [đóng ở các nơi] thành Nghị Lang (thành Nghị Lang chưa thể khảo cứu nằm ở đâu), gành Liên Hoa (莲花滩). Xét Quốc sử chép rằng Mộc Thạnh chống nhau với Phạm Văn Xảo ở Lê Hoa, và chú rằng cửa Lê Hoa (棃花關) ở huyện Mông Tự (蒙自) tỉnh Vân Nam. đất ấy có gành Liên Hoa. Thành Nghị Lang có lẽ nay đã mất về Vân Nam..." Trong Việt sử tân biên, Phạm Văn Sơn khi giới thiệu và chú giải cho bản đồ "Đại Việt quốc tổng lãm đồ" có chú thích các địa danh Thủy Vĩ (水尾) và ải Liên Hoa (連花隘) nằm ở tận cùng phía trái bản đồ. Trong Đại Việt địa dư toàn biên Nguyễn Văn Siêu mô tả thành Thủy Vĩ nằm ở phía tây nam phủ Giao Châu trên đất châu Thủy Vĩ của Giao Chỉ. Đất châu Thủy Vĩ giáp giới với Vân Nam. Thành Thủy Vĩ là khoảng trại Cao. Năm Tuyên Đức thứ 2 (1427) vùng đất châu Thủy Vĩ là nơi Mộc Thạnh từ Vân Nam đụng độ với nghĩa quân Lam Sơn của Lê Lợi cả trên bờ lẫn dưới nước dọc một đoạn sông Hồng địa đầu đất Việt. Như vậy, thành Thủy Vĩ trấn ải Lê Hoa của Đại Việt nằm trên biên giới Đại Việt - Trung Hoa, đến khoảng đầu thời Lê trung hưng (chúa Bầu cát cứ) ải Lê Hoa có tên là ải Liên Hoa. Từ cuối thời Lê trung hưng vùng đất ải Lê Hoa (Liên Hoa) lại mất về huyện Mông Tự tỉnh Vân Nam Trung Quốc. Đại Nam nhất thống chí viết: "Sông Thao, cách huyện Tam Nông 2 dặm về phía bắc, phát nguyên từ Triệu Châu tỉnh Vân Nam, chảy qua địa phận các phủ Mông Hóa, Sở Hùng và Nguyên Giang, đến huyện Mông Tự phủ Lâm An thì hợp với Bạch Thủy làm thành sông Lê Hoa (棃花河), chảy theo thác Liên Hoa về phía đông nam vào địa giới châu Thủy Vĩ phủ Quy Hóa thuộc bản tỉnh (Hưng Hóa)..."

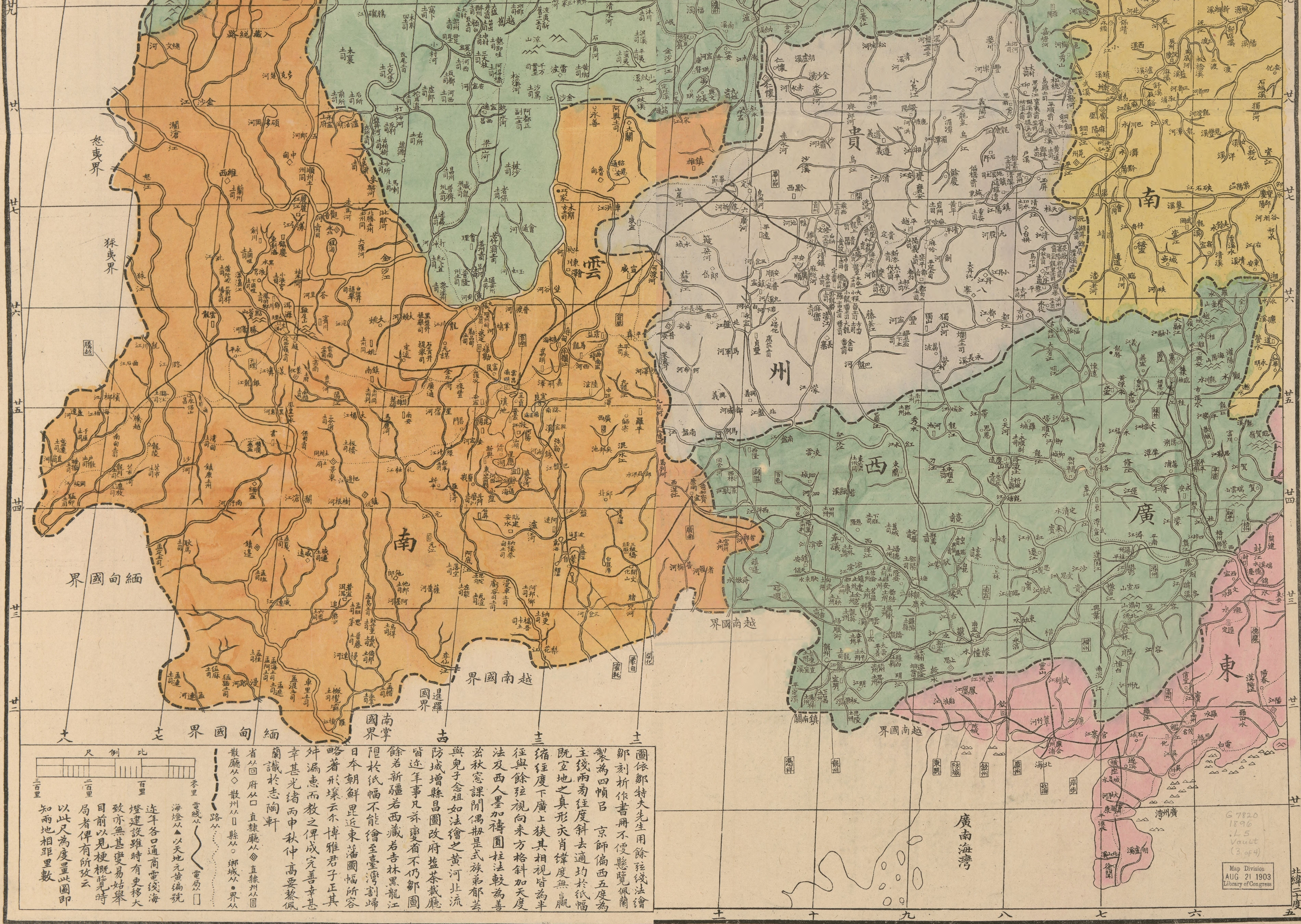
Bản đồ vùng lãnh thổ Đại Thanh tiếp giáp biên giới với Việt Nam năm 1896. Đoạn sông Hồng chảy qua Liên Hoa Than thời này có tên là Lê Hoa giang (棃花江, sông Lê Hoa).

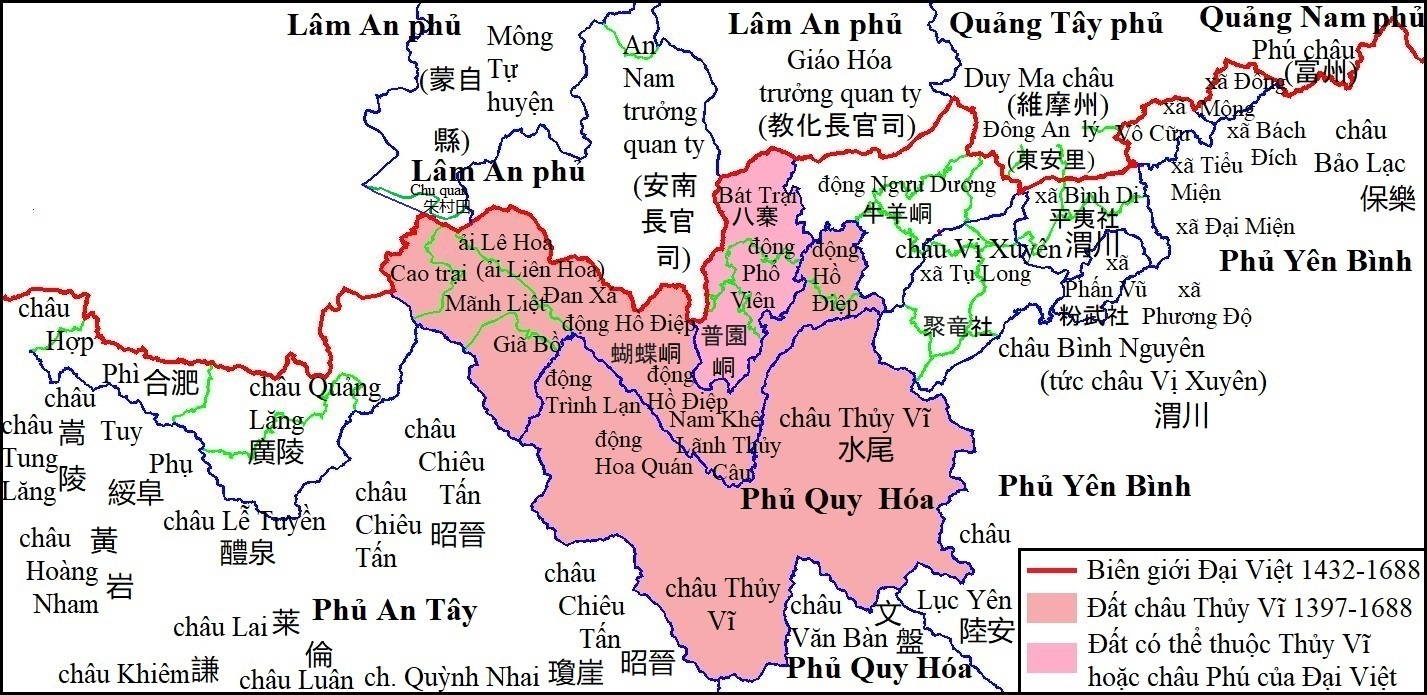
Bản đồ châu Thủy Vĩ thời kỳ 1397 - 1688, trên vùng biên giới Đại Việt - Đại Minh 1428-1644, và biên giới Đại Việt - Đại Thanh 1644-1688.

Trước năm 1688, khi chúa Bầu cuối cùng là Vũ Công Tuấn chạy sang nhà Thanh giao nộp 3 động Ngưu Dương, Hồ Điệp, Phổ Viên thì châu Thủy Vĩ gồm có cả hai động Hồ Điệp và Phổ Viên. Động Hồ Điệp thuộc châu Thủy Vĩ, nay là đất gồm toàn bộ huyện Hà Khẩu châu Hồng Hà, cùng với trấn Mộc Xưởng (木厂) huyện Mã Quan châu Văn Sơn. Thế đất (địa mạo và phong thủy) vùng đất này có dạng hình chữ V, giống hình hài một con bươm bướm nên có tên là Hồ Điệp (Hồ điệp là từ Hán Việt chỉ loài bướm). Động Phổ Viên nay là địa bàn hương Cổ Lâm Thanh (古林箐) huyện Mã Quan, cùng với vùng đất khoảng các hương trấn Miệt Xưởng (篾厂), Bát Trại (八寨) huyện Mã Quan châu Văn Sơn. Tại phần phía nam của hương Cổ Lâm Thanh là thôn Phổ Viên (Puyuancun 普园村, còn gọi là Phổ Nguyên (普元村)), một trong 7 thôn của Cổ Lâm Thanh.
Thời Nhà Nguyễn, Thủy Vĩ là một châu thuộc trấn Hưng Hóa (sau là tỉnh Hưng Hóa), cương vực chỉ còn vùng đất nằm trong biên giới Việt Trung ngày nay mà thôi. Châu Thủy Vĩ phủ Quy Hóa tỉnh Hưng Hóa gồm 15 đơn vị cấp làng xã làː các động Sơn Yêu (Sơn Yên), Hoàng Lạn, Hương Sơn, Hoa Quán (thời Minh Mệnh đổi là Đồng Quán, nay thuộc 2 xã Đồng Tuyển và Kim Quang), Gia Phú, Cam Đường, Ngọc Uyển; xã Hạo Niên; trang Bảo Thắng; các vạn Bảo Thắng (保勝), Cảo Niên; và các trại Nam Lô (thuộc động Sơn Yêu), Ngòi Bô (thuộc động Gia Phú), Làng Pha (thuộc động Cam Đường). Theo Đồng Khánh địa dư chí: khoảng từ giữa thế kỷ 19 đến những năm 1890, châu Thủy Vĩ gồm 3 tổng: tổng Gia Phú (5 xã trại: xã Gia Phú, xã Phong Niên, trại Phủ Yên, xã Làng Pha, xã Cam Đường), tổng Ngọc Uyển (6 xã, trại, phố, vạn: xã Ngọc Uyển, xã Sơn Yêu, trại Nam Lư, vạn Bảo Thắng, phố Bảo Thắng, phố Minh Hương), tổng Lạc Sơn (3 xã: xã Lạc Sơn, Đồng Quán (đổi từ Hoa Quán năm 1840), xã Trình Tường). Lúc này, châu Thủy Vĩ thuộc phủ Quy Hóa tỉnh Hưng Hóa của nước Đại Nam, toàn bộ phía bắc tiếp giáp với huyện Văn Sơn phủ Khai Hóa tỉnh Vân Nam nhà Thanh Trung Quốc, phía đông tiếp giáp với châu Vị Xuyên tỉnh Tuyên Quang, đông Nam tiếp giáp châu Lục Yên tỉnh Tuyên Quang, phía Nam là châu Văn Bàn cùng phủ Quy Hóa tỉnh Hưng Hóa, phía tây là châu Chiêu Tấn phủ An Tây tỉnh Hưng Hóa. Lỵ sở của châu Thủy Vĩ đặt tại phố Bảo Thắng tổng Ngọc Uyển. Tổng Ngọc Uyển nằm ở phần phía đông bắc châu giáp liền đất Trung Quốc. Tổng Gia Phú nằm ở phần nam châu. Tổng Lạc Sơn ở phía tây bắc, bên bờ phải sông Hồng, kéo dài từ cửa sông Lũng Po thuộc xã Trình Tường đến xã Lạc Sơn giáp với xã Cam Đường tổng Gia Phú.

Các địa danh Thủy Vĩ (Thuy Vi), Phổ Nguyên (Pho Nguyen), Cổ Lâm Thanh (Co Lam Thanh) trong Bản đồ Bắc Kỳ năm 1890 (phần biên giới Việt - Trung).

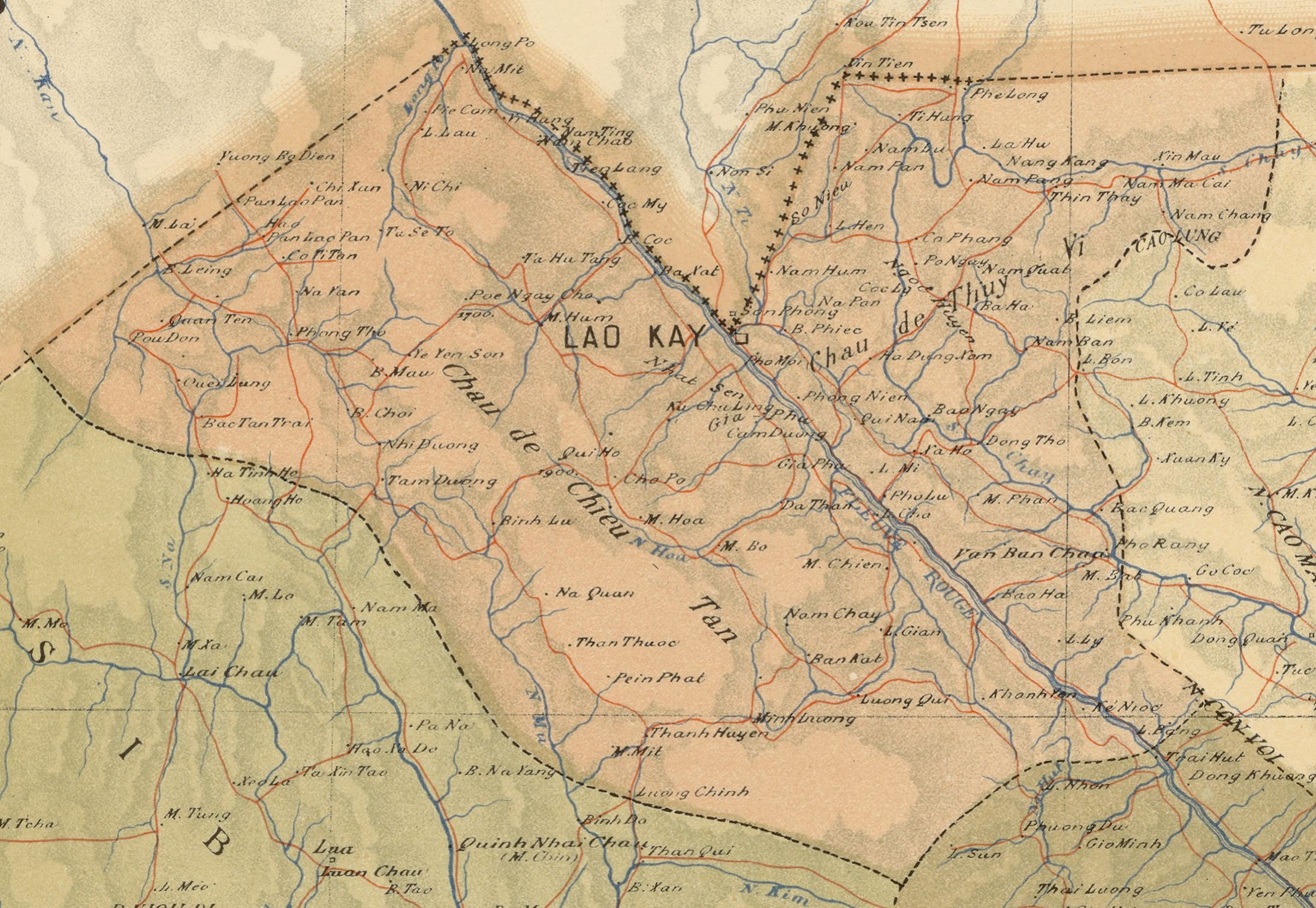
Thủy Vĩ trong Bản đồ Lào Cai năm 1891.

Thời Pháp thuộc, Thủy Vĩ bị chia tách bớt phần tả ngạn sông Hồng để tạo thành châu Bảo Thắng gồm cả Trung tâm hành chính Mường Khương và Trung tâm hành chính Pa Kha (Bắc Hà). Phần phía tây bắc của huyện Thủy Vĩ thời nhà Nguyễn lập thành Trung tâm hành chính Ba Xát (Bát Xát), cùng các xã Cam Đường, Gia Phú, Nhạc Sơn (Lạc Sơn), Xuân Giao, và đặc khu Cha Pa (Sa Pa) vẫn thuộc châu Thủy Vĩ. Châu Thủy Vĩ lúc này sáp nhập thêm trung tâm hành chính Phong Thổ (vốn không thuộc châu Thủy Vĩ mà thuộc châu Chiêu Tấn phủ An Tây thời nhà Nguyễn).

## Lịch sử

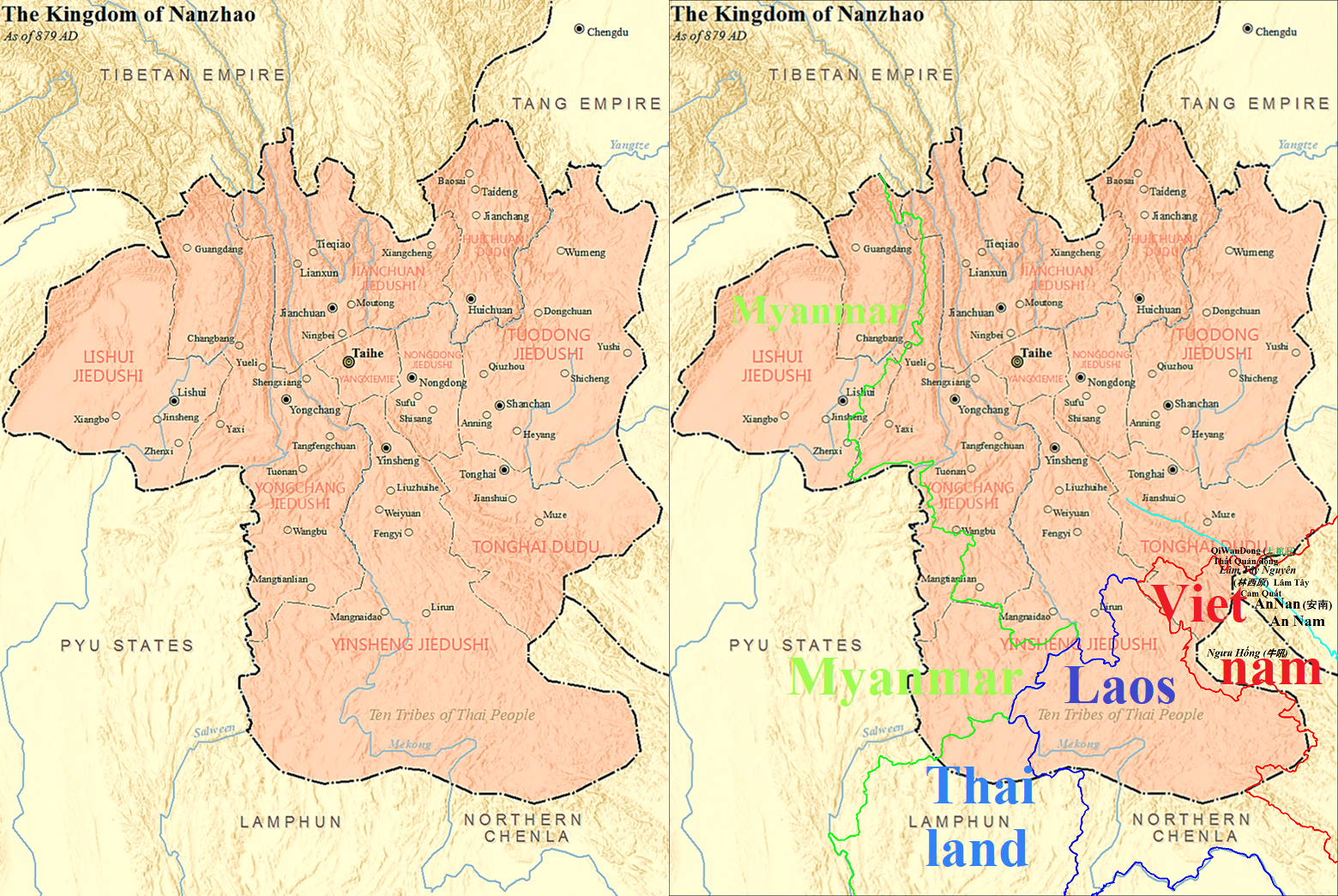
Động Thất Quán (七綰洞) và châu/huyện Lâm Tây (林西) trong Bản đồ vương quốc Nam Chiếu.

Năm Điều Lộ đầu tiên (679), vua Cao Tông nhà Đường lập ra An Nam đô hộ phủ, đất tỉnh Lào Cai ngày nay, là  Lâm Tây Nguyên (林西原, Cao nguyên Lâm Tây) thuộc An Nam đô hộ phủ thời đó. Đất châu Thủy Vĩ, theo lời chú trong Đồng Khánh địa dư chí, là phần lớn đất tỉnh Lào Cai ngày nay, theo đó cũng thuộc Lâm Tây Nguyên vùng biên giới của An Nam đô hộ phủ nhà Đường với vương quốc Nam Chiếu. Vùng đất huyện Hà Khẩu (châu Hồng Hà), huyện Mã Quan (châu Văn Sơn) và một phần huyện Kim Bình châu Hồng Hà tỉnh Vân Nam Trung Quốc ngày nay là là động Thất Quán (七綰洞), thuộc Lâm Tây Nguyên của An Nam đô hộ phủ. Đại Việt địa dư toàn biên của Nguyễn Văn Siêu chép rằngː "Lâm Tây nguyên ở phía tây Phong Châu, bên cạnh Lâm Tây Nguyên có động Thất Quán của người dân tộc thiểu số mà thủ lĩnh là Lý Do Độc (李猶獨), bộ thuộc có thêm các động như động Đào Hoa (桃花), tất cả đều giúp Trung Quốc canh phòng và thu thuế nơi biên ải với Nam Chiếu. Đường thư chép: Lâm Tây Nguyên trước có binh lính canh phòng cả vào mùa đông. Vào năm Đại Trung thứ tám (854) (thời vua Đường Tuyên Tông), Lý Trác, giữ chức đô hộ An Nam, đã bãi bỏ binh lính biên phòng và giao hết việc phòng biên cho thổ tù Lý Do Độc. Lý Do Độc ở vào thế cô lập không có đủ quân để canh phòng. Nhân đó, viên Thác Đông tiết độ sứ nước Nam Chiếu dụ dỗ mua chuộc ông ta theo về Nam Chiếu. Từ đó, An Nam bắt đầu bị Nam Chiếu xâm lấn. Tân Đường Thư chép rằngː An Nam Đô hộ phủ cai trị quản lĩnh châu Lâm Tây (林西州). Châu này có 2 huyện làː Lâm Tây và Cam Quất (甘橘)."  Động Đào Hoa về sau có thể là ải Lê Hoa, tức ải Liên Hoa, nằm trên biên giới Đại Việt và Trung Hoa, nay là hương Liên Hoa Than (Ghềnh Liên Hoa) của huyện Hà Khẩu. Cam Quất có thể là đất thị xã Cam Đường tỉnh Lào Cai Việt Nam ngày nay. Sách Tân Đường thư cũng chépː "An Nam Đào Lâm nhân giả, cư Lâm Tây nguyên, Thất Quán động thủ lĩnh Lý Do Độc chủ chi, tuế tuế thú biên。Lý Trác chi tại An Nam, dã tấu bãi phòng đông binh lục thiên nhân, vị Do Độc khả đương nhất đội, át man chi nhập。Man tù dĩ nữ thê Do Độc tử, Thất Quán động cử phụ man, Vương Khoan bất năng chế。" . Dịch nghĩa làː Một người gốc Đào Lâm (桃林) ở An Nam, sống ở Lâm Tây Nguyên (林西原), là chúa Lý Do Độc (李由獨), thủ lĩnh của động Thất Quán (七綰洞), canh gác biên giới hàng năm. Lý Trác (李琢) cũng ở An Nam, tuyên bố rút bỏ 6000 binh lính phòng biên mùa đông, và bảo với Lý Do Độc hãy dùng đội thổ binh duy nhất thuộc quyền để mà kiềm chế sự xâm nhập của Nam Chiếu. Vua Nam Chiếu kết thông gia với Lý Do Độc. Độc đem toàn bộ động Thất Quán theo về Nam Chiếu, mà Vương Khoan (王寬) không thể kiểm soát được. (Vương Khoan làm đô hộ An Nam năm 861). Đại Việt sử ký tiền biên viết: "... Người Đào Lâm, Phong Châu, An Nam ở động Thất Quán [thuộc] Lâm Tây Nguyên, do thủ lĩnh Lý Do Độc làm chủ, hàng năm vẫn đóng thú biên giới gọi là phòng thủ binh, lại thường giúp Trác [thu] nộp tô thuế. Viên tri châu Phong Châu nói với Trác hãy xin bãi quân đóng thú, chuyên ủy cho Do Độc phòng giữ. Trác tâu xin bãi 6 nghìn người ở phòng thú binh và bảo Do Độc có thể tương đương một đội. Thế là Do Độc thế cô không tự lập được. Quan Thác đông tiết độ của Nam Chiếu viết thư mời Do Độc, rồi đem gả con gái cho con trai Độc, bổ làm Thác đông Thác nha (Thác đông là nói sẽ khai thác biên giới phía đông. Giao Chỉ ở phía đông Nam Chiếu cho nên đặt chức ấy). Từ đó An Nam bắt đầu có mối lo về người Man [Nam Chiếu]." Đất Hà Khẩu Vân Nam Trung Quốc ngày nay, thuộc động Thất Quán thời kỳ (854-860) cũng theo về sáp nhập vào Thác Đông tiết độ sứ (拓東節度使) của Nam Chiếu. Phần còn lại của Lâm Tây Nguyên, thuộc An Nam đô hộ phủ, là đất hai huyện Lâm Tây và Cam Quất sau có lẽ lập thành đạo Lâm Tây (林西道), (hay châu Lâm Tây), nay là tỉnh Lào Cai của Việt Nam.
Đại Việt sử ký toàn thư chépː "Vào năm Quý Sửu, niên hiệu Thuận Thiên thứ tư (1013), mùa đông, tháng 10 âm lịch, châu Vị Long (渭龍) liên kết với man Nam Chiếu (vương quốc Đại Lý) nổi dậy chống nhà Lý. Vua Lý Thái Tổ tự dẫn quân đi đánh châu này. Thủ lĩnh châu Vị Long là Hà Yến Tuấn (何晏俊) sợ hãi, dẫn các thuộc hạ chạy vào rừng núi... Vào năm Giáp Dần  niên hiệu Thuận Thiên thứ năm (1014, tức năm Đại Trung Tường Phủ thứ bảy nhà Tống), mùa xuân, tháng Giêng âm lịch, các tướng nước Đại Lý là Dương Trường Huệ (楊長惠), Đoàn Kính Chí (段敬至)  dẫn 200000 quân Đại Lý vào cướp phá lãnh thổ Đại Cồ Việt, lập doanh trại ở bến Kim Hoa (金華步), đặt tên là Ngũ Hoa trại (五花寨). Châu mục châu Bình Lâm (平林) là Hoàng Ân Vinh (黃恩榮) đã báo cáo vụ việc cho nhà Lý. Vua sai Dực Thánh Vương (翊聖王) đưa quân đi đánh quân Đại Lý xâm lược, chặt đầu hàng nghìn người và bắt sống vô số binh lính và ngựa chiến. Vua ban chiếu cho các viên ngoại lang là Phùng Chân (馮真) và Lý Thạc (李碩) sang nước Tống báo tin thắng trận, và đem biếu 100 ngựa thu được của quân Đại Lý. Vua Tống ban chiếu cho nơi sở tại đưa các sứ nước Việt đến cửa khuyết và đón tiếp đầy đủ. Khi đến nơi, vua Tống cho mời đoàn của Phùng Chân vào yết kiến tại cung Sùng Đức, rồi theo thứ bậc ban thưởng mũ, áo, vải lụa... Vào năm Ất Mão, niên hiệu Thuận Thiên thứ sáu (1015), mùa xuân, ... tháng 2 âm lịch, ... Vua ban chiếu cho Dực Thánh Vương, Vũ Đức Vương (武德王) đi đánh các châu Đô Kim (都金), Vị Long, Thường Tân (常新), Bình Nguyên (平原) , bắt được thủ lĩnh Hà Yến Tuấn đem về kinh sư, bêu đầu ở chợ Đông." "Năm Đinh Sửu niên hiệu Thông Thụy thứ 4 (1037), mùa xuân, ngày mồng 1 tháng 2, vua Lý Thái Tông thân đi đánh đạo Lâm Tây (林西道), sai Khai Hoàng Vương Nhật Tôn làm Đại nguyên soái đánh các châu Đô Kim, Thường Tân, Bình Nguyên, cho Phụng Càn Vương Nhật Trung làm Kinh sư lưu thủ. Quân đi từ Kinh sư đến đóng ở Lâm Tây, dẹp yên được. Tháng 3, vua từ đạo Lâm Tây về đến kinh."
Sau đó nhà Lý đổi đạo Lâm Tây (林西道) thành Lâm Tây (臨西), rồi thành đất Đăng Châu (鐙州). Đến thời nhà Trần châu Đăng được đổi tên thành lộ Quy Hóa (歸化). Cuối thời nhà Trần lập ra huyện Thủy Vĩ thuôc trấn Quang Hóa đạo Đà Giang (水尾縣光化鎭沱江道). Năm 1397, Hồ Quý Ly làm phụ chính thái sư, sửa đổi chế độ hành chính, đã đổi các lộ phủ làm trấn và Đà Giang đổi thành trấn Thiên Hưng (天興). Trong đó, huyện Thủy Vĩ, huyện Văn Bàn (文盤) được thành lập trực thuộc châu Quy Hóa. Từ đây Thủy Vĩ, Văn Bàn (vùng đất Lào Cai xưa) đã chính thức trở thành tên đơn vị hành chính của nhà nước phong kiến Đại Việt. Triều Lê đổi đổi lộ làm phủ và đổi trấn làm châu, khi đó lộ Quy Hóa đổi thành phủ Quy Hóa, huyện Văn Bàn, huyện Thủy Vĩ trở thành châu Văn Bàn, châu Thủy Vĩ trực thuộc phủ Quy Hóa, thừa tuyên Hưng Hóa (năm 1466). Năm Hồng Đức thứ 31 (1490) đạo thừa tuyên Hưng Hóa đổi thành xứ Hưng Hóa. Đến đời Hồng Thuận Lê Tương Dực (1509-1516) đổi xứ Hưng Hóa thành trấn Hưng Hóa (興化鎭). Đại Nam nhất thống chí chép "Châu Thủy Vĩ..., nguyên là đất Đăng châu thời Lý, đời Trần là huyện Thủy Vĩ."

### Quá trình Thủy Vĩ mất đất về lãnh thổ Trung Quốc

Vị trí các động Ngưu Dương, Hồ Điệp, Phổ Viên của hai châu Thủy Vĩ và Vị Xuyên trên biên giới Việt - Trung, trước năm 1688.

Trong Đại Việt địa dư toàn biên, Nguyễn Văn Siêu có nói rằng chắt của chúa bầu Vũ Văn Uyên là Vũ Công Tuấn, được nhà Lê phong tước Khoan Quận công, làm phản nhà Lê, đem đất 3 động ven biên giới thuộc đất dinh An Tây (tức thuộc Hưng Hóa và Tuyên Quang nơi chúa Bầu cát cứ), là các động Ngưu Dương (牛羊), Hồ Điệp (蝴蝶), Phổ Viên (普園), cho  nhà nhà Thanh Trung Quốc. Nhưng Nguyễn Văn Siêu lại cho rằng 3 động này thuộc đất châu Vị Xuyên trấn Tuyên Quang. Và ông cũng không nói rõ sự kiện này diễn ra trong khoảng thời gian nào. Theo Kiến văn tiểu lục của Lê Quý Đôn, động Ngưu Dương liền kề phía bắc của xã Tụ Long châu Vị Xuyên thời nhà Lê (tức tổng Tụ Long nhà Nguyễn), mà biên giới phía bắc của Tụ Long năm 1728 là trấn Mã Bạch thuộc huyện Mã Quan ngày nay, nên chỉ có đất động Ngưu Dương xác định được nguyên là đất châu Vị Xuyên. Tháng Năm năm Mậu Thìn (1688), dưới thời chúa Trịnh Căn cai quản Đàng ngoài, thì chúa Bầu Vũ Công Tuấn cai quản Tuyên Quang và phủ Quy Hóa Hưng Hóa, câu kết với thổ mục người Nùng ở Vân Nam là Nùng Tiên Lai và dư đảng nhà Mạc là Mạc Kính Chửu và Mạc Kính Thọ, làm phản nhà Lê-Trịnh đầu hàng nhà Thanh. Các thổ ti phủ Khai Hóa tỉnh Vân Nam nhà Thanh nhân đó đánh chiếm ba châu gồm 2 châu Bảo Lạc, Vị Xuyên của trấn Tuyên Quang và châu Thủy Vĩ của trấn Hưng Hóa (chiếm các động Ngư Dương, Phổ Viên, Hồ Điệp và có thể cả các vùng ải Lê Hoa, Bát Trại). Khâm định Việt sử Thông giám cương mục chép: "Mậu Thìn, năm {Chính Hòa} thứ 9 (1688), (Thanh, năm Khang Hy thứ 27). Tháng 5 âm, mùa hạ. Thổ ty Vân Nam nhà Thanh xâm chiếm đất biên giới ở ba châu thuộc Tuyên Quang và Hưng Hóa. Hai châu Vị Xuyên, Bảo Lạc thuộc Tuyên Quang và châu Thủy Vĩ thuộc Hưng Hóa giáp liền với địa giới phủ Khai Hóa nhà Thanh. Lúc ấy, Vũ Công Tuấn chạy sang Vân Nam, muốn nhờ Vân Nam giúp sức. Nhân đấy thổ ty Khai Hóa bèn ăn hiếp dân, chiếm lấy đất ba châu, đặt tuần ty ở các động ven biên giới, sách nhiễu thu thuế người buôn bán. Lê Huyến, trấn thủ Hải Dương, được lệnh đi trấn thủ Tuyên - Hưng, Huyến bèn cùng đốc đồng Đặng Đức Nhuận và Trần Thọ đưa thư sang Vân Nam biện luận rõ về việc này, một mặt Huyến lại hiệu dụ dân các động trở về với nước ta như cũ, nhưng thổ ty Vân Nam không chịu giao trả lại. Thành ra từ đây trở đi đất ở biên giới ba châu nhiều chỗ bị mất về nhà Thanh, suốt đời nhà Lê vẫn không sao lấy lại được."
Ngô Cao Lãng, trong Lịch triều tạp kỷ, nhầm lẫn Khoan quận công Vũ Công Tuấn (?-1689) với Mạc Kính Khoan (?-1638), đã viết: "Kỷ Tị năm Chính Hòa thứ 10 (1689), tháng 6, mùa hạ, người Thanh bắt Mạc Kính Khoan giao về cho ta. Trước kia, chúa Trịnh sai Nguyễn Công Triều bí mật liên kết và giao hiếu với Lý Thế Bình, tri huyện huyện Mông Tự thuộc Vân Nam. Bình sai người nói với viên đốc phủ Vân Nam thông sức cho ba phủ Khai Hóa, Quảng Nam và Lâm An phải thanh tra các địa phận biên giới, thì thấy phủ Khai Hóa dôi ra hơn 20 người. Bình bèn hẹn với La Văn Cương đồn tướng ở Nôm Khê (Nam Khê 南溪) hội họp ở chỗ cảnh thổ đã định, bắt tên phản nghịch là Khoan giao về cho ta. Đồ đảng của Khoan đều tan rã." Ngô Cao Lãng chép thêm rằngː Ngay đó, thôn dân động Ngư Dương chạy đến Nậm Uy (có thể tức là Nậm Thy) cầu xin trở về Đại Việt. Nùng Đắc Tước tù trưởng động Hồ Điệp cũng dâng biểu quy thuận Đại Việt. Nhưng triều đình Lê - Trịnh chỉ sai trấn quan viết thư vỗ về an ủi thổ dân thổ tù các động này và rút quan quân trấn ải về kinh (Thăng Long).
Theo tờ tấu của sứ thần Đại Việt năm 1691, trong các năm 1688 và 1690, Thổ ty nhà Thanh đã chiếm của Đại Việt các châu động sau:
1. Thổ ty Khai Hoá (Vân Nam) chiếm các xã thôn: Bách Đích (百的), Mỹ Phong[39], Túc Lẫm, Hữu Sào, Ngọc Tỷ ở châu Bảo Lạc (Tuyên Quang); các động Đông Mông (東蒙), Vô Cữu (無咎), Ngưu Dương (牛羊), Hồ Điệp (蝴蝶), Phổ Viên (普園) ở châu Vị Xuyên (Tuyên Quang) và 28 thôn ở các động ở châu Thủy Vĩ (thuộc Hưng Hoá).
2. Thổ ty Mông Tự (Vân Nam) xâm chiếm 25 thôn của động Trình Hàm ở châu Thủy Vĩ (thuộc Hưng Hoá).
3. Thổ tù họ Nùng ở xâm lấn 4 động ở châu Quỳnh Nhai, 3 động châu Chiêu Tấn và các châu Quảng Lăng, Hoàng Nham, Hợp Phì (Hưng Hoá).